# Autoblinda AB 41
El AB 41 (Autoblinda 41) era un automóvil blindado fabricado en Italia y empleado durante la Segunda Guerra Mundial. Iba armado con un cañón automático Breda M35 de 20 mm y una ametralladora coaxial Breda M38 de 8 mm dentro de una torreta similar a la del Fiat L6/40, junto a otra ametralladora del mismo calibre montada en la parte posterior de la carrocería.

## Descripción
El AB 41 (llamado así por el año cuando empezó su producción, 1941) estaba basado en el AB 40, armado con ametralladoras.
Construido con planchas de acero remachadas, el AB 41 era 4x4 y tenía un sistema de dirección a las cuatro ruedas que demostró ser problemático. Las ruedas de repuesto iban colgando de los lados y rotaban libremente, ayudando al vehículo a transitar sobre terreno accidentado y permitiéndole cruzar sobre obstáculos elevados. A algunos vehículos se les reemplazaron sus ruedas con ruedas especiales que les permitían transitar por las vías de tren, se les agregaron aparatos de señalización adicionales así como faros de búsqueda, siendo modificados para servir mejor en este papel con la instalación de areneros y defensas para retirar objetos de los rieles para ser utilizados exclusivamente en los Balcanes en acciones antipartisanas. Esta versión fue denominada AB 41 Ferroviaria.
Tenía seis marchas hacia adelante y cuatro marchas hacia atrás, con un puesto de conducción adelante y otro atrás, por lo cual dos miembros de la tripulación eran choferes.
Su chasis fue empleado más tarde para crear la SPA-Viberti AS.42 "Camionetta Sahariana".

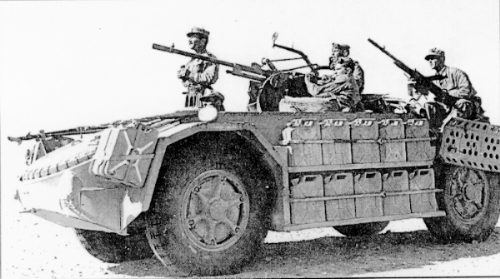
Un AS.42 de la Compañía Automóvil del Sahara italiana, armado con un Breda M35.

En total se construyeron unos 550 vehículos. Se había planeado repotenciar el AB 41 con un cañón antitanque de 47 mm y llamarlo AB 43, pero estos planes fueron cancelados tras la firma del Armisticio con los Aliados en setiembre de 1943.

## Historial de combate

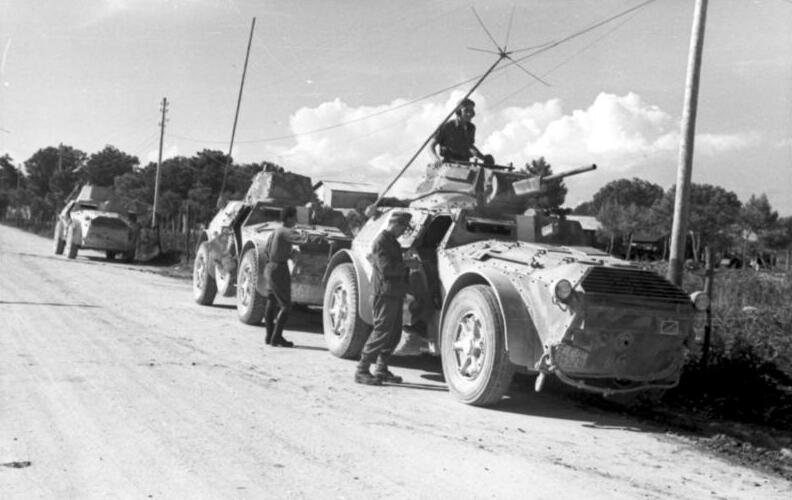
Tres AB 41 en los Balcanes.

El AB 41 fue empleado durante la Segunda Guerra Mundial en el norte de África, los Balcanes, Italia, Hungría y el Frente del Este.
El AB 41 podía ser rápidamente adaptado para operar sobre cualquier terreno. Se le instalaban neumáticos para arena cuando operaba en el desierto y podía desplazarse sobre vías de ferrocarril con ayuda de bogies especiales y faros extra. Los vehículos modificados para empleo ferroviario fueron principalmente empleados en los Balcanes para patrullas antipartisanos.
Tras el Armisticio italiano, los alemanes confiscaron unos 57 AB 41 y además ordenaron la construcción de 120 más. La denominación alemana era Panzerspähwagen AB41 201(i).